# Arenaria huteri
Arenaria huteri är en nejlikväxtart som beskrevs av A. Kerner. Arenaria huteri ingår i släktet narvar, och familjen nejlikväxter. Inga underarter finns listade i Catalogue of Life.